# Clone Wars Volume 9: Endgame

Clone Wars Volume 9: Endgame es un cómic recopilatorio basado en el Periodo de la Reforma de Ruusan, en el conflicto ficticio de las Guerras Clon del universo de la Guerra de las Galaxias. Es el octavo elemento de los nueve de la serie Clone Wars.
Publicado en inglés por la editorial Dark Horse el 26 de julio de 2006, recogía las historias de los cómics Republic 79-73 y el especial Purge.

## Historia
La acción nos traslada a acontecimientos ocurridos durante el Episodio III: La venganza de los Sith e inmediatamente después. Se mantienen varios hilos argumentales, pero todos están relacionados por el mismo patrón: lo que les ocurre a varios Jedi que han sobrevivido a las Guerras Clon y a la Orden 66.
En primer lugar se revela que le ocurre a Quinlan Vos durante e inmediatamente después de la Batalla de Kashyyyk. Aparentemente muerto, el Maestro debe enfrentarse a los comandos de clones y a la jungla con apenas un par de aliados y con la certeza de que nada será igual.
En segundo lugar se nos narra la historia de otros Jedi supervivientes mediante varias historias, que tendrán que decidir si vivir como exiliados o rebeldes. Una de estas (la del especial Purge) nos cuenta como sobreviven algunos importantes Maestros que hemos visto durante toda las Guerras Clon e incluso alguna película y la unión que forman para protegerse del nuevo Imperio Galáctico y tratar de matar al Lord Oscuro Darth Vader.

## Apartado Técnico
- Guionistas: John Ostrander, Welles Hartley

- Dibujantes: Jan Duursema, Doug Wheatley